# Kajakarstwo na Letnich Igrzyskach Olimpijskich 1960 – K-1 4 × 500 m mężczyzn
Zawody w kajakarskiej sztafecie (K-1) 4 × 500 m mężczyzn na Letnich Igrzyskach Olimpijskich 1960 zostały rozegrane 26–27 sierpnia (eliminacje, repasaże i półfinały) i 29 sierpnia 1960 r. – finał. W zawodach wzięło udział 73 zawodników z 18 państw.

## Rezultaty
| Legenda | Legenda            | Legenda | Legenda  | Legenda | Legenda         |
| ------- | ------------------ | ------- | -------- | ------- | --------------- |
| QS      | Awans do półfinału | R       | Repasaże | QF      | Awans do finału |

### Eliminacje
Wyścig 1
| Poz. | Zawodnicy                                                                  | Reprezentacja     | Czas    | Uwagi |
| ---- | -------------------------------------------------------------------------- | ----------------- | ------- | ----- |
| 1    | Ruud Knuppe, Cees Lagrand, Anton Geurts, Guillaume Weijzen                 | Holandia          | 8:04,32 | QS    |
| 2    | Ronald Rhodes, Raymond Blick, Robert Lowery, Edward Cronk                  | Wielka Brytania   | 8:17,29 | QS    |
| 3    | Walter Buchgraber, Hermann Salzner, Karl Leitner, Herbert Wiedermann       | Austria           | 8:20,16 | R     |
| 4    | Hans Straub, Werner Weber, Robert Zika, Roland Huber                       | Szwajcaria        | 8:26,40 | R     |
| 5    | Russell Dermond, Charles Lundmark, Robert O’Brien, John Pagkos             | Stany Zjednoczone | 8:29,21 | R     |
| –    | Ladislav Čepčianský, Miroslav Pavelec, Vladimír Špaček, František Vršovský | Czechosłowacja    | DSQ     |       |

Wyścig 2
| Poz. | Zawodnicy                                                                 | Reprezentacja | Czas    | Uwagi |
| ---- | ------------------------------------------------------------------------- | ------------- | ------- | ----- |
| 1    | Paul Lange, Günter Perleberg, Friedhelm Wentzke, Dieter Krause            | Niemcy        | 7:54,38 | QS    |
| 2    | Igor Pisariew, Anatolij Kononienko, Fiodor Lachowski, Wołodymyr Natałucha | ZSRR          | 8:00,36 | QS    |
| 3    | Helmuth Sørensen, Arne Høyer, Erling Jessen, Erik Hansen                  | Dania         | 8:03,55 | R     |
| 4    | Cesare Zilioli, Renato Ongari, Alberto Schiavi, Annibale Berton           | Włochy        | 8:10,76 | R     |
| 5    | Hendrik Verbrugghe, Germain Van Der Moere, Robert De Waele, Yvan Decock   | Belgia        | 8:44,33 | R     |
| 6    | Henri Amazouze, Jean Houde, Pierre Derivery, Fredy Grosheny               | Francja       | 8:44,48 | R     |

Wyścig 3
| Poz. | Zawodnicy                                                                 | Reprezentacja | Czas    | Uwagi |
| ---- | ------------------------------------------------------------------------- | ------------- | ------- | ----- |
| 1    | Imre Szöllősi, Imre Kemecsey, András Szente, György Mészáros              | Węgry         | 7:50,51 | QS    |
| 2    | Carl von Gerber, Åke Nilsson, Gert Fredriksson, Sven-Olov Sjödelius       | Szwecja       | 7:56,24 | QS    |
| 3    | Mircea Anastasescu, Aurel Vernescu, Ion Sideri, Stavru Teodorov           | Rumunia       | 7:59,81 | R     |
| 4    | Stefan Kapłaniak, Władysław Zieliński, Ryszard Skwarski, Ryszard Marchlik | Polska        | 8:06,98 | R     |
| 5    | Dennis Green, Barry Stuart, Phil Coles, Allan Livingstone                 | Australia     | 8:17,52 | R     |
| 6    | Juhani Helenius, Paavo Vaskio, Torbjörn Blomqvist, Rolf Björklund         | Finlandia     | 8:21,38 | R     |

### Repasaże
Wyścig 1
| Poz. | Zawodnicy                                                            | Reprezentacja | Czas    | Uwagi |
| ---- | -------------------------------------------------------------------- | ------------- | ------- | ----- |
| 1    | Cesare Zilioli, Renato Ongari, Alberto Schiavi, Annibale Berton      | Włochy        | 8:06,48 | QS    |
| 2    | Dennis Green, Barry Stuart, Phil Coles, Allan Livingstone            | Australia     | 8:13,22 | QS    |
| 3    | Walter Buchgraber, Hermann Salzner, Karl Leitner, Herbert Wiedermann | Austria       | 8:23,90 |       |

Wyścig 2
| Poz. | Zawodnicy                                                                 | Reprezentacja     | Czas    | Uwagi |
| ---- | ------------------------------------------------------------------------- | ----------------- | ------- | ----- |
| 1    | Helmuth Sørensen, Arne Høyer, Erling Jessen, Erik Hansen                  | Dania             | 7:58,40 | QS    |
| 2    | Stefan Kapłaniak, Władysław Zieliński, Ryszard Skwarski, Ryszard Marchlik | Polska            | 8:06,80 | QS    |
| 3    | Russell Dermond, Charles Lundmark, Robert O’Brien, John Pagkos            | Stany Zjednoczone | 8:18,51 |       |
| 4    | Henri Amazouze, Jean Houde, Pierre Derivery, Jean Friquet                 | Francja           | 8:20,87 |       |

Wyścig 3
| Poz. | Zawodnicy                                                               | Reprezentacja | Czas    | Uwagi |
| ---- | ----------------------------------------------------------------------- | ------------- | ------- | ----- |
| 1    | Mircea Anastasescu, Aurel Vernescu, Ion Sideri, Stavru Teodorov         | Rumunia       | 7:58,61 | QS    |
| 2    | Juhani Helenius, Paavo Vaskio, Torbjörn Blomqvist, Rolf Björklund       | Finlandia     | 8:09,43 | QS    |
| 3    | Hendrik Verbrugghe, Germain Van Der Moere, Robert De Waele, Yvan Decock | Belgia        | 8:11,24 |       |
| 4    | Hans Straub, Werner Weber, Robert Zika, Roland Huber                    | Szwajcaria    | 8:36,57 |       |

### Półfinały
Wyścig 1
| Poz. | Zawodnicy                                                                 | Reprezentacja | Czas    | Uwagi |
| ---- | ------------------------------------------------------------------------- | ------------- | ------- | ----- |
| 1    | Igor Pisariew, Anatolij Kononienko, Fiodor Lachowski, Wołodymyr Natałucha | ZSRR          | 7:53,86 | QF    |
| 2    | Stefan Kapłaniak, Władysław Zieliński, Ryszard Skwarski, Ryszard Marchlik | Polska        | 7:57,54 | QF    |
| 3    | Ruud Knuppe, Cees Lagrand, Anton Geurts, Guillaume Weijzen                | Holandia      | 7:58,44 |       |
| 4    | Cesare Zilioli, Renato Ongari, Alberto Schiavi, Annibale Berton           | Włochy        | 7:59,21 |       |

Wyścig 2
| Poz. | Zawodnicy                                                           | Reprezentacja | Czas    | Uwagi |
| ---- | ------------------------------------------------------------------- | ------------- | ------- | ----- |
| 1    | Paul Lange, Günter Perleberg, Friedhelm Wentzke, Dieter Krause      | Niemcy        | 7:43,92 | QF    |
| 2    | Helmuth Sørensen, Arne Høyer, Erling Jessen, Erik Hansen            | Dania         | 7:52,29 | QF    |
| 3    | Carl von Gerber, Åke Nilsson, Gert Fredriksson, Sven-Olov Sjödelius | Szwecja       | 7:55,05 |       |
| 4    | Juhani Helenius, Paavo Vaskio, Torbjörn Blomqvist, Rolf Björklund   | Finlandia     | 8:21,25 |       |

Wyścig 3
| Poz. | Zawodnicy                                                       | Reprezentacja   | Czas    | Uwagi |
| ---- | --------------------------------------------------------------- | --------------- | ------- | ----- |
| 1    | Imre Szöllősi, Imre Kemecsey, András Szente, György Mészáros    | Węgry           | 7:50,03 | QF    |
| 2    | Mircea Anastasescu, Aurel Vernescu, Ion Sideri, Stavru Teodorov | Rumunia         | 7:58,21 | QF    |
| 3    | Dennis Green, Barry Stuart, Phil Coles, Allan Livingstone       | Australia       | 8:09,02 |       |
| 4    | Ronald Rhodes, Raymond Blick, Robert Lowery, Edward Cronk       | Wielka Brytania | 8:11,52 |       |

### Finał
| Poz. | Zawodnicy                                                                 | Reprezentacja | Czas    |
| ---- | ------------------------------------------------------------------------- | ------------- | ------- |
|      | Paul Lange, Günter Perleberg, Friedhelm Wentzke, Dieter Krause            | Niemcy        | 7:39,43 |
|      | Imre Szöllősi, Imre Kemecsey, András Szente, György Mészáros              | Węgry         | 7:44,02 |
|      | Helmuth Sørensen, Arne Høyer, Erling Jessen, Erik Hansen                  | Dania         | 7:46,09 |
| 4    | Stefan Kapłaniak, Władysław Zieliński, Ryszard Skwarski, Ryszard Marchlik | Polska        | 7:49,93 |
| 5    | Igor Pisariew, Anatolij Kononienko, Fiodor Lachowski, Wołodymyr Natałucha | ZSRR          | 7:50,72 |
| 6    | Mircea Anastasescu, Aurel Vernescu, Ion Sideri, Stavru Teodorov           | Rumunia       | 7:53,00 |